# Giải vô địch bóng đá thế giới 2018 (Bảng G)
Bảng G của giải vô địch bóng đá thế giới 2018 sẽ diễn ra từ ngày 18 đến ngày 28 tháng 6 năm 2018. Hai đội tuyển hàng đầu sẽ giành quyền vào vòng 16 đội.

## Các đội tuyển
| Vị trí bốc thăm | Đội tuyển | Nhóm | Liên đoàn | Tư cách vòng loại                     | Ngày vượt qua vòng loại | Tham dự chung kết | Tham dự cuối cùng | Thành tích tốt nhất lần trước      | Bảng xếp hạng FIFA | Bảng xếp hạng FIFA |
| Vị trí bốc thăm | Đội tuyển | Nhóm | Liên đoàn | Tư cách vòng loại                     | Ngày vượt qua vòng loại | Tham dự chung kết | Tham dự cuối cùng | Thành tích tốt nhất lần trước      | Tháng 10 năm 2017  | Tháng 6 năm 2018   |
| --------------- | --------- | ---- | --------- | ------------------------------------- | ----------------------- | ----------------- | ----------------- | ---------------------------------- | ------------------ | ------------------ |
| G1              | Bỉ        | 1    | UEFA      | Nhất bảng H (khu vực châu Âu)         | 3 tháng 9 năm 2017      | 13 lần            | 2014              | Hạng tư (1986)                     | 5                  | 3                  |
| G2              | Panama    | 4    | CONCACAF  | Hạng ba vòng 5 (CONCACAF)             | 10 tháng 10 năm 2017    | 1 lần             | –                 | –                                  | 49                 | 55                 |
| G3              | Tunisia   | 3    | CAF       | Nhất bảng A vòng 3 (khu vực châu Phi) | 11 tháng 11 năm 2017    | 5 lần             | 2006              | Vòng bảng (1978, 1998, 2002, 2006) | 28                 | 21                 |
| G4              | Anh       | 2    | UEFA      | Nhất bảng F (khu vực châu Âu)         | 5 tháng 10 năm 2017     | 15 lần            | 2014              | Vô địch (1966)                     | 12                 | 12                 |

Ghi chú
1. ↑  The rankings of October 2017 were used for seeding for the final draw.

## Bảng xếp hạng
| VT | Đội     | ST | T | H | B | BT | BB | HS | Đ | Giành quyền tham dự                     |
| -- | ------- | -- | - | - | - | -- | -- | -- | - | --------------------------------------- |
| 1  | Bỉ      | 3  | 3 | 0 | 0 | 9  | 2  | +7 | 9 | Giành quyền vào vòng đấu loại trực tiếp |
| 2  | Anh     | 3  | 2 | 0 | 1 | 8  | 3  | +5 | 6 | Giành quyền vào vòng đấu loại trực tiếp |
| 3  | Tunisia | 3  | 1 | 0 | 2 | 5  | 8  | −3 | 3 |                                         |
| 4  | Panama  | 3  | 0 | 0 | 3 | 2  | 11 | −9 | 0 |                                         |

Trong vòng 16 đội:
- Bỉ (nhất bảng G) được giành quyền vào thi đấu với Nhật Bản (nhì bảng H).
- Anh (nhì bảng G) được giành quyền vào thi đấu với Colombia (nhất bảng H).

## Các trận đấu
Tất cả các thời gian được liệt kê là giờ địa phương.

### Bỉ vs Panama
Hai đội chưa bao giờ gặp nhau trước đây.
| Bỉ                              | 3 - 0    | Panama |
| ------------------------------- | -------- | ------ |
| - Mertens 47' - Lukaku 69', 75' | Chi tiết |        |

| Bỉ | Panama |

| GK               | 1  | Thibaut Courtois  |     |     |
| CB               | 2  | Toby Alderweireld |     |     |
| CB               | 20 | Dedryck Boyata    |     |     |
| CB               | 5  | Jan Vertonghen    | 59' |     |
| RM               | 15 | Thomas Meunier    | 14' |     |
| CM               | 7  | Kevin De Bruyne   | 88' |     |
| CM               | 6  | Axel Witsel       |     | 90' |
| LM               | 11 | Yannick Carrasco  |     | 74' |
| RW               | 14 | Dries Mertens     |     | 83' |
| LW               | 10 | Eden Hazard (c)   |     |     |
| CF               | 9  | Romelu Lukaku     |     |     |
| Vào thay người:  |    |                   |     |     |
| MF               | 19 | Mousa Dembélé     |     | 74' |
| MF               | 16 | Thorgan Hazard    |     | 83' |
| MF               | 22 | Nacer Chadli      |     | 90' |
| Huấn luyện viên: |    |                   |     |     |
| Roberto Martínez |    |                   |     |     |

| GK                 | 1  | Jaime Penedo         |       |     |
| RB                 | 2  | Michael Amir Murillo | 51'   |     |
| CB                 | 5  | Román Torres (c)     |       |     |
| CB                 | 4  | Fidel Escobar        |       |     |
| LB                 | 15 | Erick Davis          | 18'   |     |
| DM                 | 6  | Gabriel Gómez        |       |     |
| CM                 | 11 | Armando Cooper       | 49'   |     |
| CM                 | 20 | Aníbal Godoy         | 57'   |     |
| RW                 | 8  | Édgar Bárcenas       | 45+2' | 63' |
| LW                 | 21 | José Luis Rodríguez  |       | 63' |
| CF                 | 7  | Blas Pérez           |       | 73' |
| Vào thay người:    |    |                      |       |     |
| FW                 | 9  | Gabriel Torres       |       | 63' |
| FW                 | 10 | Ismael Díaz          |       | 63' |
| FW                 | 18 | Luis Tejada          |       | 73' |
| Huấn luyện viên:   |    |                      |       |     |
| Hernán Darío Gómez |    |                      |       |     |

| Cầu thủ xuất sắc nhất trận: Romelu Lukaku (Bỉ) Trợ lý trọng tài: Jerson Dos Santos (Angola) Zakhele Siwela (Nam Phi) Trọng tài thứ tư: Sato Ryuji (Nhật Bản) Trọng tài thứ năm: Sagara Toru (Nhật Bản) Trợ lý trọng tài video: Bastian Dankert (Đức) Trợ lý trọng tài trợ lý video: Felix Zwayer (Đức) Sander van Roekel (Hà Lan) Danny Makkelie (Hà Lan) |

### Tunisia vs Anh
Hai đội đã gặp nhau trong 2 trận đấu, bao gồm một trận tại vòng bảng World Cup 1998, một chiến thắng của Anh 2–0.
| Tunisia             | 1 - 2    | Anh               |
| ------------------- | -------- | ----------------- |
| - Sassi 35' (ph.đ.) | Chi tiết | - Kane 11', 90+1' |

| Tunisia | Anh |

| GK               | 22 | Mouez Hassen            |  | 16' |
| RB               | 11 | Dylan Bronn             |  |     |
| CB               | 2  | Syam Ben Youssef        |  |     |
| CB               | 4  | Yassine Meriah          |  |     |
| LB               | 12 | Ali Maâloul             |  |     |
| CM               | 13 | Ferjani Sassi           |  |     |
| CM               | 17 | Ellyes Skhiri           |  |     |
| CM               | 9  | Anice Badri             |  |     |
| RF               | 8  | Fakhreddine Ben Youssef |  |     |
| CF               | 10 | Wahbi Khazri (c)        |  | 85' |
| LF               | 23 | Naïm Sliti              |  | 74' |
| Vào thay người:  |    |                         |  |     |
| GK               | 1  | Farouk Ben Mustapha     |  | 16' |
| MF               | 14 | Mohamed Amine Ben Amor  |  | 74' |
| FW               | 19 | Saber Khalifa           |  | 85' |
| Huấn luyện viên: |    |                         |  |     |
| Nabil Maâloul    |    |                         |  |     |

| GK               | 1  | Jordan Pickford    |     |       |
| CB               | 2  | Kyle Walker        | 33' |       |
| CB               | 5  | John Stones        |     |       |
| CB               | 6  | Harry Maguire      |     |       |
| DM               | 8  | Jordan Henderson   |     |       |
| CM               | 20 | Dele Alli          |     | 80'   |
| CM               | 7  | Jesse Lingard      |     | 90+3' |
| RM               | 12 | Kieran Trippier    |     |       |
| LM               | 18 | Ashley Young       |     |       |
| CF               | 10 | Raheem Sterling    |     | 68'   |
| CF               | 9  | Harry Kane (c)     |     |       |
| Vào thay người:  |    |                    |     |       |
| FW               | 19 | Marcus Rashford    |     | 68'   |
| MF               | 21 | Ruben Loftus-Cheek |     | 80'   |
| MF               | 4  | Eric Dier          |     | 90+3' |
| Huấn luyện viên: |    |                    |     |       |
| Gareth Southgate |    |                    |     |       |

| Cầu thủ xuất sắc nhất trận: Harry Kane (Anh) Trợ lý trọng tài: Alexander Guzmán (Colombia) Cristian de la Cruz (Colombia) Trọng tài thứ tư: Ricardo Montero (Costa Rica) Trọng tài thứ năm: Yamauchi Hiroshi (Nhật Bản) Trợ lý trọng tài video: Sandro Ricci (Brasil) Trợ lý trọng tài trợ lý video: Gery Vargas (Bolivia) Emerson de Carvalho (Brasil) Tiago Martins (Bồ Đào Nha) |

### Bỉ vs Tunisia
Hai đội đã phải đối mặt với nhau trong 3 trận đấu, bao gồm một trận tại vòng bảng giải vô địch bóng đá thế giới 2002, đã kết thúc với tỷ số hòa 1 - 1.
| Bỉ                                                              | 5 - 2    | Tunisia                    |
| --------------------------------------------------------------- | -------- | -------------------------- |
| - E. Hazard 6' (ph.đ.), 51' - Lukaku 16', 45+3' - Batshuayi 90' | Chi tiết | - Bronn 18' - Khazri 90+3' |

| Bỉ | Tunisia |

| GK               | 1  | Thibaut Courtois  |  |     |
| CB               | 2  | Toby Alderweireld |  |     |
| CB               | 20 | Dedryck Boyata    |  |     |
| CB               | 5  | Jan Vertonghen    |  |     |
| RM               | 15 | Thomas Meunier    |  |     |
| CM               | 7  | Kevin De Bruyne   |  |     |
| CM               | 6  | Axel Witsel       |  |     |
| LM               | 11 | Yannick Carrasco  |  |     |
| RF               | 14 | Dries Mertens     |  | 86' |
| CF               | 9  | Romelu Lukaku     |  | 59' |
| LF               | 10 | Eden Hazard (c)   |  | 68' |
| Vào thay người:  |    |                   |  |     |
| MF               | 8  | Marouane Fellaini |  | 59' |
| FW               | 21 | Michy Batshuayi   |  | 68' |
| MF               | 17 | Youri Tielemans   |  | 86' |
| Huấn luyện viên: |    |                   |  |     |
| Roberto Martínez |    |                   |  |     |

| GK               | 1  | Farouk Ben Mustapha     |     |     |
| RB               | 11 | Dylan Bronn             |     | 24' |
| CB               | 2  | Syam Ben Youssef        |     | 41' |
| CB               | 4  | Yassine Meriah          |     |     |
| LB               | 12 | Ali Maâloul             |     |     |
| CM               | 7  | Saîf-Eddine Khaoui      |     |     |
| CM               | 17 | Ellyes Skhiri           |     |     |
| CM               | 13 | Ferjani Sassi           | 14' | 59' |
| RF               | 8  | Fakhreddine Ben Youssef |     |     |
| CF               | 10 | Wahbi Khazri (c)        |     |     |
| LF               | 9  | Anice Badri             |     |     |
| Vào thay người:  |    |                         |     |     |
| DF               | 21 | Hamdi Nagguez           |     | 24' |
| DF               | 3  | Yohan Benalouane        |     | 41' |
| FW               | 23 | Naïm Sliti              |     | 59' |
| Huấn luyện viên: |    |                         |     |     |
| Nabil Maâloul    |    |                         |     |     |

| Cầu thủ xuất sắc nhất trận: Eden Hazard (Bỉ) Trợ lý trọng tài: Corey Rockwell (Hoa Kỳ) Juan Zumba (El Salvador) Trọng tài thứ tư: Andrés Cunha (Uruguay) Trọng tài thứ năm: Nicolás Tarán (Uruguay) Trợ lý trọng tài video: Mark Geiger (Hoa Kỳ) Trợ lý trọng tài trợ lý video: Bastian Dankert (Đức) Joe Fletcher (Canada) Felix Zwayer (Đức) |

### Anh vs Panama
Hai đội chưa bao giờ gặp nhau trước đây.
| Anh                                                                   | 6 - 1    | Panama      |
| --------------------------------------------------------------------- | -------- | ----------- |
| - Stones 8', 40' - Kane 22' (ph.đ.), 45+1' (ph.đ.), 62' - Lingard 36' | Chi tiết | - Baloy 78' |

| Anh | Panama |

| GK               | 1  | Jordan Pickford    |     |     |
| CB               | 2  | Kyle Walker        |     |     |
| CB               | 5  | John Stones        |     |     |
| CB               | 6  | Harry Maguire      |     |     |
| DM               | 8  | Jordan Henderson   |     |     |
| CM               | 21 | Ruben Loftus-Cheek | 24' |     |
| CM               | 7  | Jesse Lingard      |     | 63' |
| RM               | 12 | Kieran Trippier    |     | 70' |
| LM               | 18 | Ashley Young       |     |     |
| CF               | 10 | Raheem Sterling    |     |     |
| CF               | 9  | Harry Kane (c)     |     | 63' |
| Vào thay người:  |    |                    |     |     |
| FW               | 11 | Jamie Vardy        |     | 63' |
| DF               | 17 | Fabian Delph       |     | 63' |
| DF               | 3  | Danny Rose         |     | 70' |
| Huấn luyện viên: |    |                    |     |     |
| Gareth Southgate |    |                    |     |     |

| GK                 | 1  | Jaime Penedo         |     |     |
| RB                 | 2  | Michael Amir Murillo | 72' |     |
| CB                 | 5  | Román Torres (c)     |     |     |
| CB                 | 4  | Fidel Escobar        | 44' |     |
| LB                 | 15 | Erick Davis          |     |     |
| DM                 | 6  | Gabriel Gómez        |     | 69' |
| CM                 | 11 | Armando Cooper       | 10' |     |
| CM                 | 20 | Aníbal Godoy         |     | 62' |
| RW                 | 8  | Édgar Bárcenas       |     | 69' |
| LW                 | 21 | José Luis Rodríguez  |     |     |
| CF                 | 7  | Blas Pérez           |     |     |
| Vào thay người:    |    |                      |     |     |
| MF                 | 19 | Ricardo Ávila        |     | 62' |
| FW                 | 16 | Abdiel Arroyo        |     | 69' |
| DF                 | 23 | Felipe Baloy         |     | 69' |
| Huấn luyện viên:   |    |                      |     |     |
| Hernán Darío Gómez |    |                      |     |     |

| Cầu thủ xuất sắc nhất trận: Harry Kane (Anh) Trợ lý trọng tài: Redouane Achik (Maroc) Waleed Ahmed (Sudan) Trọng tài thứ tư: Norbert Hauata (Tahiti) Trọng tài thứ năm: Bertrand Brial (Nouvelle-Calédonie) Trợ lý trọng tài video: Danny Makkelie (Hà Lan) Trợ lý trọng tài trợ lý video: Paweł Gil (Ba Lan) Sander van Roekel (Hà Lan) Mark Geiger (Hoa Kỳ) |

### Anh vs Bỉ
Hai đội đã gặp nhau trong 21 trận đấu, bao gồm hai trận đấu tại giải vô địch bóng đá thế giới, một trận vòng 16 đội tại World Cup 1990 đã kết thúc trong một chiến thắng cho Anh 1 - 0, và một trận vòng bảng tại World Cup 1954 đã kết thúc trong một trận hòa 4 - 4.
| Anh | 0 - 1    | Bỉ            |
| --- | -------- | ------------- |
|     | Chi tiết | - Januzaj 51' |

| Anh | Bỉ |

| GK               | 1  | Jordan Pickford        |  |     |
| CB               | 16 | Phil Jones             |  |     |
| CB               | 5  | John Stones            |  | 46' |
| CB               | 15 | Gary Cahill            |  |     |
| DM               | 4  | Eric Dier (c)          |  |     |
| CM               | 21 | Ruben Loftus-Cheek     |  |     |
| CM               | 17 | Fabian Delph           |  |     |
| RW               | 22 | Trent Alexander-Arnold |  | 79' |
| LW               | 3  | Danny Rose             |  |     |
| CF               | 19 | Marcus Rashford        |  |     |
| CF               | 11 | Jamie Vardy            |  |     |
| Vào thay người:  |    |                        |  |     |
| DF               | 6  | Harry Maguire          |  | 46' |
| FW               | 14 | Danny Welbeck          |  | 79' |
| Huấn luyện viên: |    |                        |  |     |
| Gareth Southgate |    |                        |  |     |

| GK               | 1  | Thibaut Courtois (c) |     |     |
| CB               | 23 | Leander Dendoncker   | 33' |     |
| CB               | 20 | Dedryck Boyata       |     |     |
| CB               | 3  | Thomas Vermaelen     |     | 74' |
| RM               | 22 | Nacer Chadli         |     |     |
| CM               | 8  | Marouane Fellaini    |     |     |
| CM               | 19 | Mousa Dembélé        |     |     |
| LM               | 16 | Thorgan Hazard       |     |     |
| RF               | 18 | Adnan Januzaj        |     | 86' |
| CF               | 21 | Michy Batshuayi      |     |     |
| LF               | 17 | Youri Tielemans      | 19' |     |
| Vào thay người:  |    |                      |     |     |
| DF               | 4  | Thomas Vermaelen     |     | 74' |
| FW               | 14 | Dries Mertens        |     | 86' |
| Huấn luyện viên: |    |                      |     |     |
| Roberto Martínez |    |                      |     |     |

| Cầu thủ xuất sắc nhất trận: Adnan Januzaj (Bỉ) Trợ lý trọng tài: Jure Praprotnik (Slovenia) Robert Vukan (Slovenia) Trọng tài thứ tư: Mohammed Abdulla Hassan Mohamed (UAE) Trọng tài thứ năm: Mohamed Al Hammadi (UAE) Trợ lý trọng tài video: Artur Soares Dias (Bồ Đào Nha) Trợ lý trọng tài trợ lý video: Paweł Gil (Ba Lan) Roberto Díaz Pérez (Tây Ban Nha) Mauro Vigliano (Argentina) |

### Panama vs Tunisia
Hai đội chưa bao giờ gặp nhau trước đây.
| Panama              | 1 - 2    | Tunisia                           |
| ------------------- | -------- | --------------------------------- |
| - Meriah 33' (l.n.) | Chi tiết | - F. Ben Youssef 51' - Khazri 66' |

| Panama | Tunisia |

| GK                 | 1  | Jaime Penedo        |       |     |
| RB                 | 13 | Adolfo Machado      |       |     |
| CB                 | 5  | Román Torres (c)    |       | 56' |
| CB                 | 4  | Fidel Escobar       |       |     |
| LB                 | 17 | Luis Ovalle         |       |     |
| DM                 | 6  | Gabriel Gómez       | 80'   |     |
| CM                 | 20 | Aníbal Godoy        |       |     |
| CM                 | 19 | Ricardo Ávila       | 78'   | 81' |
| RW                 | 8  | Édgar Bárcenas      |       |     |
| LW                 | 21 | José Luis Rodríguez |       |     |
| CF                 | 9  | Gabriel Torres      |       | 46' |
| Vào thay người:    |    |                     |       |     |
| DF                 | 3  | Harold Cummings     |       | 46' |
| FW                 | 18 | Luis Tejada         | 90+6' | 56' |
| FW                 | 16 | Abdiel Arroyo       |       | 81' |
| Huấn luyện viên:   |    |                     |       |     |
| Hernán Darío Gómez |    |                     |       |     |

| GK               | 16 | Aymen Mathlouthi (c)    |       |     |
| RB               | 21 | Hamdi Nagguez           |       |     |
| CB               | 6  | Rami Bedoui             |       |     |
| CB               | 4  | Yassine Meriah          |       |     |
| LB               | 5  | Oussama Haddadi         |       |     |
| CM               | 13 | Ferjani Sassi           | 44'   | 46' |
| CM               | 17 | Ellyes Skhiri           |       |     |
| CM               | 20 | Ghailene Chaalali       | 90+3' |     |
| RF               | 8  | Fakhreddine Ben Youssef |       |     |
| CF               | 10 | Wahbi Khazri            |       | 89' |
| LF               | 23 | Naïm Sliti              |       | 77' |
| Vào thay người:  |    |                         |       |     |
| FW               | 9  | Anice Badri             | 71'   | 46' |
| MF               | 15 | Ahmed Khalil            |       | 77' |
| MF               | 18 | Bassem Srarfi           |       | 89' |
| Huấn luyện viên: |    |                         |       |     |
| Nabil Maâloul    |    |                         |       |     |

| Cầu thủ xuất sắc nhất trận: Fakhreddine Ben Youssef (Tunisia) Trợ lý trọng tài: Yaser Tulefat (Bahrain) Taleb Al Maari (Qatar) Trọng tài thứ tư: Mehdi Abid Charef (Algérie) Trọng tài thứ năm: Yamauchi Hiroshi (Nhật Bản) Trợ lý trọng tài video: Tiago Martins (Bồ Đào Nha) Trợ lý trọng tài trợ lý video: Abdulrahman Al-Jassim (Qatar) Marvin Torrentera (México) Sandro Ricci (Brasil) |

## Kỷ luật
Các điểm giải phong cách, được sử dụng là các tiêu chí nếu tổng thể và kỷ lục đối đầu đối của đội tuyển vẫn được tỷ số hòa, được tính dựa trên các thẻ vàng và thẻ đỏ nhận được trong tất cả các trận đấu của bảng như sau:
- thẻ vàng đầu tiên: trừ 1 điểm;
- thẻ đỏ gián tiếp (thẻ vàng thứ hai): trừ 3 điểm;
- thẻ đỏ trực tiếp: trừ 4 điểm;
- thẻ vàng và thẻ đỏ trực tiếp: trừ 5 điểm;

Chỉ có một trong các khoản khấu trừ ở trên sẽ được áp dụng cho một cầu thủ trong một trận đấu duy nhất.
| Đội tuyển | Trận 1   | Trận 1                                    | Trận 1 | Trận 1            | Trận 2   | Trận 2                                    | Trận 2 | Trận 2            | Trận 3   | Trận 3                                    | Trận 3 | Trận 3            | Điểm |
| Đội tuyển | Thẻ vàng | Thẻ vàng · Thẻ vàng-đỏ (thẻ đỏ gián tiếp) | Thẻ đỏ | Thẻ vàng · Thẻ đỏ | Thẻ vàng | Thẻ vàng · Thẻ vàng-đỏ (thẻ đỏ gián tiếp) | Thẻ đỏ | Thẻ vàng · Thẻ đỏ | Thẻ vàng | Thẻ vàng · Thẻ vàng-đỏ (thẻ đỏ gián tiếp) | Thẻ đỏ | Thẻ vàng · Thẻ đỏ | Điểm |
| --------- | -------- | ----------------------------------------- | ------ | ----------------- | -------- | ----------------------------------------- | ------ | ----------------- | -------- | ----------------------------------------- | ------ | ----------------- | ---- |
| Anh       | 1        |                                           |        |                   | 1        |                                           |        |                   |          |                                           |        |                   | −2   |
| Tunisia   |          |                                           |        |                   | 1        |                                           |        |                   | 3        |                                           |        |                   | −4   |
| Bỉ        | 3        |                                           |        |                   |          |                                           |        |                   | 2        |                                           |        |                   | −5   |
| Panama    | 5        |                                           |        |                   | 3        |                                           |        |                   | 3        |                                           |        |                   | −11  |